# Federazione di baseball del Perù
La Federazione peruviana di baseball (spa. Federación Deportiva Peruana de Béisbol) è un'organizzazione fondata per governare la pratica del baseball e del softball in Perù.
Organizza il campionato maschile e di softball femminile, e pone sotto la propria egida la nazionale maschile e di softball femminile.